# Liga da Justiça (Smallville)
A Liga da Justiça é um grupo fictício de super-heróis na série de televisão Smallville da The CW, que foram adaptados para a televisão por Alfred Gough e Miles Millar. A Liga da Justiça originalmente incluiu Oliver Queen, Bart Allen, Victor Stone e Arthur Curry; Clark Kent não aceitou um papel até três temporadas depois. À medida que a equipe continuava aparecendo na série, novos personagens foram introduzidos e posteriormente se juntaram à equipe. A Liga da Justiça original apareceu pela primeira vez na história em quadrinhos da DC, The Brave and the Bold #28 (1960), e consistia nos membros Superman, Batman, Mulher Maravilha, Flash, Lanterna Verde, Aquaman e o Caçador de Marte. Em Smallville, a equipe não fez sua primeira aparição oficial até o episódio "Justice" da sexta temporada, embora cada membro tinha sido apresentado individualmente em vários episódios desde a quarta temporada. Na série, a equipe nunca formalizou um nome para si, embora o elenco e a equipe de produção tenham oficialmente reconhecido a equipe como a "Liga da Justiça".
Os roteiristas da série queriam ter certeza de que os personagens tinham características semelhantes às de seus homólogos dos quadrinhos, mas ao mesmo tempo, poderiam se tornar um meio para Clark Kent aprender sobre si mesmo. A equipe criativa tentou se manter fiel ao espírito dos quadrinhos no figurino de certos personagens, enquanto os figurinos de outros personagens mudaram dramaticamente. Todos os personagens possuem superpoderes, com exceção de Arqueiro Verde/Oliver Queen, então a Entity FX foi trazida para criar digitalmente os poderes de cada personagem usando tecnologias 3-D e 2-D.
Além da série de televisão em live-action, a Liga da Justiça foi destaque em uma parceria promocional com a Toyota, por meio de uma história em quadrinhos online e interativa. A equipe também aparece na história em quadrinhos Smallville Season Eleven. Em um nível individual, Oliver Queen recebeu seu próprio tie-in que forneceu aos usuários da Sprint episódios animados retratando a história de Oliver em seus telefones celulares. No geral, a recepção dos personagens foi mista. Os críticos viram negativamente a habilidade de atuação de Ritchson e os enredos introdutórios encurtados para a equipe, enquanto os personagens de Arqueiro Verde e Canário Negro foram vistos de forma mais positiva.

## Papéis emSmallville

### Histórias individuais
Embora a Liga da Justiça tenha aparecido pela primeira vez em "Justice" da sexta temporada, cada membro teve sua própria introdução na série antes da formação da equipe. O primeiro membro a aparecer em Smallville, além de Clark Kent (Tom Welling), foi Bart Allen (Kyle Gallner), que foi apresentado no episódio "Run" da quarta temporada. Bart é a primeira pessoa que Clark descobre ter uma habilidade sobre-humana—ser capaz de correr em velocidades supersônicas—que não foi criada a partir da exposição à kryptonita. Quando Clark e Bart se encontram pela primeira vez, Bart é um batedor de carteira que salva Jonathan Kent (John Schneider) de ser atropelado por um caminhão. Eventualmente, Clark convence Bart a desistir de sua vida de crime. Arthur Curry (Alan Ritchson), que tem a habilidade de nadar em velocidades sobre-humanas e criar rajadas de energia através da água, é o próximo a aparecer no episódio "Aqua" da quinta temporada. Arthur chega a Smallville para impedir uma arma subaquática desenvolvida por Lex Luthor (Michael Rosenbaum), que está matando a vida oceânica ao redor. Arthur e Clark inicialmente entram em conflito sobre as táticas de Arthur; Arthur tenta explodir o laboratório de Lex, enquanto Clark insiste que eles devem simplesmente falar com Lex cara a cara e pedir-lhe para parar. Eventualmente, Arthur e Clark localizam e destroem a arma completamente. A quinta temporada também introduziu Victor Stone (Lee Thompson Young) no episódio "Cyborg". Aqui, é revelado que Victor foi mortalmente ferido em um acidente de carro que também tirou a vida de sua família, mas a empresa de Lex, a LuthorCorp, levou o corpo de Victor para um laboratório de pesquisa onde fizeram experimentos nele—substituindo seu esqueleto ósseo por um de metal. Clark tenta fornecer a Victor um refúgio seguro após Victor escapar da instalação de Lex. Clark consegue convencer Lex a parar de caçar Victor, que eventualmente deixa Smallville com sua namorada.
Oliver Queen (Justin Hartley), um bilionário que deixou Star City para viver em Metrópolis, chega no episódio "Sneeze" da sexta temporada para investigar Lex Luthor. No episódio "Arrow", Oliver começa a se disfarçar em Metrópolis como um vigilante fantasiado, chamado "Arqueiro Verde" por Lois Lane (Erica Durance), que rouba dos ricos—apenas pegando objetos que ele sabe que já foram roubados por aqueles indivíduos ricos—e dá aos pobres. Oliver também começa um relacionamento romântico com Lois. Eventualmente, a vida de vigilante de Oliver se torna prioridade, e ele e Lois terminam quando Oliver é forçado a deixar a cidade para investigar mais sobre as maquinações de Lex. Na estreia da oitava temporada, Oliver volta para Metrópolis e começa a procurar Lex, que está desaparecido desde o final da sétima temporada. Oliver acredita que rastreou o paradeiro de Lex no episódio "Bride", mas ele não encontra Lex quando ele chega; em vez disso, Oliver revela que planeja matar Lex quando o encontrar por causa da ameaça que ele percebe que Lex representa para Clark e para o resto do mundo. No episódio "Requiem", Oliver assume o controle da LuthorCorp depois que Tess Mercer (Cassidy Freeman), a sucessora escolhida a dedo por Lex para a LuthorCorp, lhe vende a empresa. Como resultado, Lex tenta matá-lo. Oliver rastreia Lex e explode a caravana médica em que Lex estava supostamente viajando.
John Jones (Phil Morris) também é introduzido na sexta temporada, onde ele aparece em "Labyrinth", guiando Clark para fora de uma realidade fictícia que foi criada pelo Dr. Hudson, um criminoso da Zona Fantasma que tentava assumir o corpo de Clark. É revelado no final da temporada que ele tem trabalhado com Lionel Luthor (John Glover), e já foi um emissário do pai biológico de Clark, Jor-El. John explica que ele tem vigiado Clark desde sua chegada à Terra, instruído por Jor-El para interferir apenas se a vida de Clark estiver em perigo real. Na estréia da sétima temporada, John dá assistência a Clark para derrotar o último dos criminosos da Zona Fantasma, que se transformou no doppelganger de Clark. Na estréia da oitava temporada, John sacrifica suas próprias habilidades para salvar a vida de Clark. Em "Prey" da oitava temporada, John informa a Clark que ele conseguiu um emprego como um detetive da polícia de Metrópolis para que ele pudesse estar por perto se Clark precisar de assistência. Em "Absolute Justice", John tem seus poderes marcianos restaurados pelo Senhor Destino (Brent Stait) e então ajuda Clark e outros membros da Sociedade da Justiça da América a derrotar um inimigo mútuo.

### Histórias da Liga da Justiça
A Liga da Justiça fez sua primeira aparição oficial em equipe no episódio "Justice" da sexta temporada. Aqui, Clark descobre que Oliver também conheceu Bart, Arthur e Victor, e que ele os organizou em uma equipe de super-heróis focada em parar aqueles que acreditam que eles estão acima da lei. Oliver revela que Lex tem conduzido experimentos em pessoas que desenvolveram habilidades especiais graças à exposição à kryptonita. Clark e Chloe Sullivan (Allison Mack) trabalham ao lado da equipe para desmantelar a instalação experimental local de Lex, conhecida como Nível 33.1, e depois de destruir o prédio, Oliver e sua equipe deixam Smallville para procurar outras instalações de Lex ao redor do mundo. Oliver pede a Clark para se tornar um membro de pleno direito da equipe, mas Clark recusa o convite explicando que ele não está pronto para fazer isso. No episódio "Siren" da sétima temporada, Lex coloca uma recompensa em Oliver e sua equipe, convencendo a vigilante Dinah Lance (Alaina Huffman), que atende pelo nome de "Canário Negro" e tem a habilidade de emitir uma onda sonora ultrassônica com um único grito, que esses indivíduos são terroristas. No final, Clark prova para Dinah que Lex mentiu para ela, então ela decide se juntar à equipe de Oliver. Na estreia da oitava temporada, a Liga da Justiça partiu para encontrar Clark, que desapareceu após a destruição de sua Fortaleza da Solidão no final da temporada anterior. Clark é finalmente encontrado, mas as verdadeiras identidades dos membros da Liga estão comprometidas, então a equipe decide se separar até que seja seguro novamente para eles trabalharem juntos. No episódio "Hex" da oitava temporada, Oliver reforma sua equipe e dá a Chloe o papel de "Torre de Vigia". No final daquela temporada, é revelado que a Liga tem rastreado o Kryptoniano geneticamente modificado conhecido como Apocalypse. Oliver tenta convencer Clark a matar a criatura, mas Clark se recusa e em vez disso informa Dinah e Bart que Oliver assassinou Lex, ao mesmo tempo expulsando Oliver da equipe. Usando subterfúgio, Dinah e Bart traem Clark, revelando que eles estavam de acordo com o plano de Oliver o tempo todo, e capturam Apocalypse para forçar Clark a uma luta. O tiro sai pela culatra, e Apocalypse fere todos eles durante sua fuga. No final, Clark derrota a criatura enterrando-o abaixo do solo, e Oliver e sua equipe pedem desculpas por não seguir o plano de Clark desde o início. A Liga deixa Metrópolis depois, sentindo-se responsáveis pela morte de Jimmy Olsen (Aaron Ashmore), que foi morto depois que o Apocalypse escapou. Em resposta, Chloe transforma uma torre do relógio de Metrópolis, que também é o edifício mais alto da cidade, na base da Torre de Vigia com a esperança de que a equipe um dia volte para casa. A equipe eventualmente se reforma fora da tela e auxilia Clark a caçar outros Kryptonianos que estão tentando dominar a Terra. Começando com o nono episódio da última temporada, "Patriot", a Liga da Justiça é alertada sobre a chegada de Darkseid, e pelo resto da temporada eles tentam detê-lo antes que ele destrua a Terra. Os episódios subsequentes "Dominion" e "Prophecy" também indicam que Michael Carter (Gladiador Dourado) e Kara se juntaram à equipe.

## Interpretações
Os produtores queriam usar Wally West ou Barry Allen como alter ego do Flash para a série, mas a DC Comics aprovaria apenas o uso de Bart Allen. Na DC Comics, Bart tipicamente atende pelo codinome de "Impulso", mas teve uma curta série em 2006 em que ele assumiu o papel de Flash. Kyle Gallner soube por meio de seu agente sobre um papel de super-herói sendo convocado em Smallville, e quando soube que seria Impulso, ele se convenceu de que ganharia o papel. Gallner fez dois testes, mas ficou tão desapontado com seu desempenho durante o segundo teste que acreditou que não conseguira o papel. Seu medo foi sem fundamento quando os produtores lhe ofereceram o papel.
Depois de ser escalado como Arthur Curry, um personagem que anteriormente nunca havia sido retratado oficialmente em qualquer forma de live-action, Alan Ritchson fez algumas pesquisas sobre seu personagem quando descobriu que Aquaman tinha uma "serie...base de fãs". Ritchson queria corresponder às expectativas que sentia que os fãs do personagem teriam. Como Gallner, Ritchson não esperava fazer parte da série novamente. Após a quinta temporada, houve uma tentativa de lançar uma série de televisão do Aquaman, que no final das contas nunca foi lançada. Ritchson aproveitou a oportunidade para voltar quando foi chamado para participar do episódio que contaria com a primeira aparição oficial da Liga da Justiça.
Até "Cyborg" da quinta temporada, os super-heróis da DC Comics que fizeram uma visita a Clark na série eram todos membros da Liga da Justiça da América, mas Gough e Miller sentiram que Victor Stone compartilhava um "dilema identificável" com Clark—o fato de que as habilidades de Victor e Clark atrapalham seus relacionamentos românticos com as mulheres que amam—e era alguém que os desenvolvedores consideravam um personagem interessante. Victor normalmente atende pelo pseudônimo de "Ciborgue" e é um membro dos Jovens Titãs nos quadrinhos. Escalar Lee Thompson Young foi algo que os produtores sempre quiseram, mesmo antes de decidirem trazer Ciborgue. O ator revelou que seu primeiro contato com o personagem Ciborgue não veio dos quadrinhos, mas da série animada Teen Titans. De acordo com Young, ele teve a sorte de que esta versão de Victor Stone fosse a interpretação de Smallville sobre o personagem e, como tal, a maior parte do background do personagem estava no roteiro. Durante a preparação, Young expressou seu prazer no fato de que os produtores decidiram manter as partes robóticas de Victor internas, ao contrário da versão dos quadrinhos, onde metade do corpo visível de Ciborgue é coberta de metal.

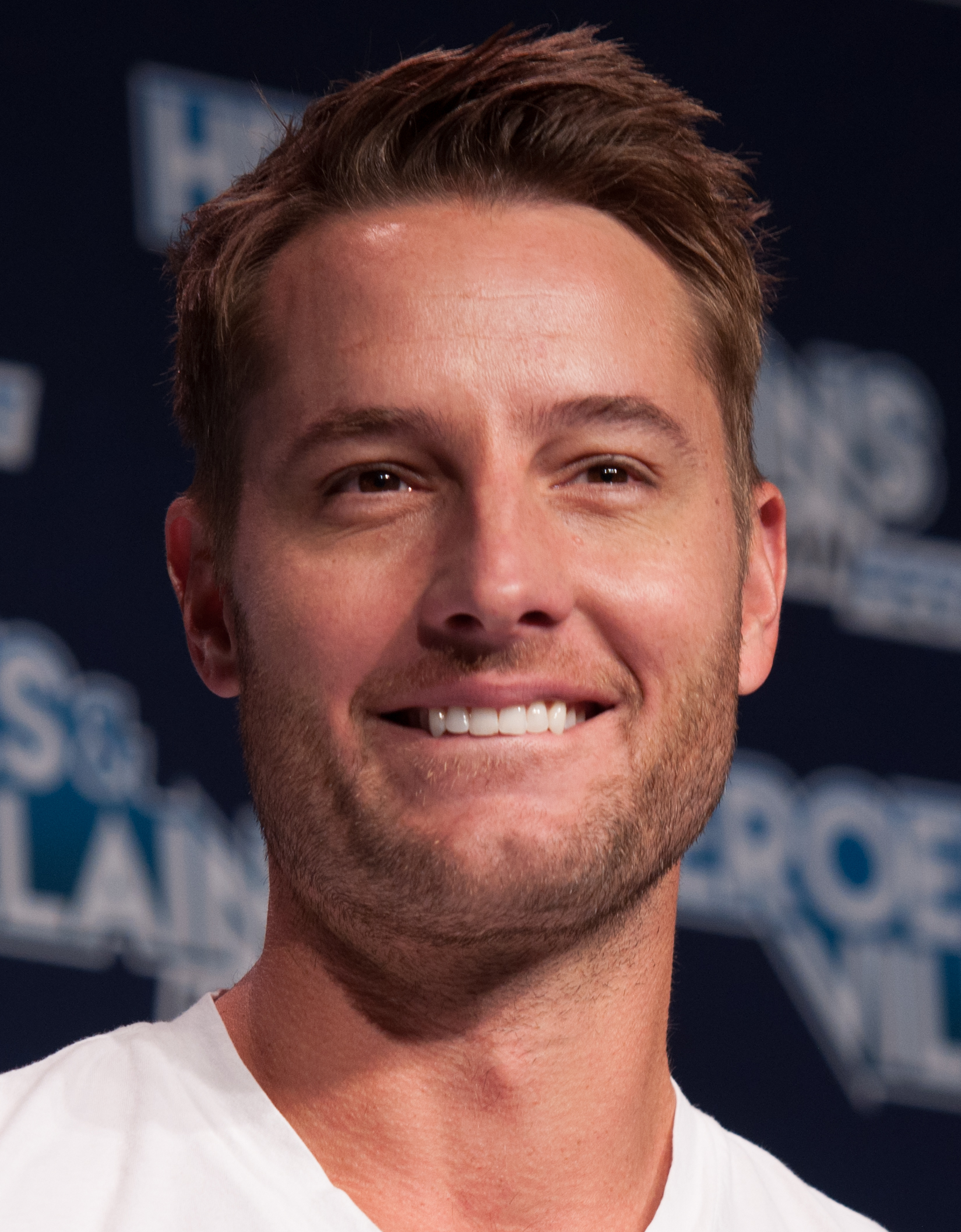
Justin Hartley foi a primeira escolha dos produtores para interpretar Oliver Queen em Smallville, após tê-lo escalado como o personagem titular do piloto de Aquaman que nunca foi captado para transmissão.

De acordo com Gough, Justin Hartley foi a primeira escolha dos produtores para interpretar o papel de Oliver Queen e seu alter ego Arqueiro Verde. Oliver foi projetado para fornecer uma visão alternativa do que significa ser um herói. Ao mesmo tempo, os produtores queriam um personagem que pudesse impactar as vidas de Clark e Lois. O ator também é o primeiro a interpretar Oliver Queen / Arqueiro Verde em qualquer mídia live-action. Hartley acredita que foi o episódio "Reunion" da sexta temporada que realmente o ajudou a entender seu personagem. No episódio, é revelado que Oliver era "um babaca para Lex" quando os dois estavam na escola juntos, e depois que outro garoto entra em coma por causa das ações de Oliver e Lex, Oliver decide começar um novo caminho para si mesmo. De acordo com Hartley, isso permitiu ao ator "justificar porque alguém colocaria sua vida em perigo todas as noites e tem sentimentos tão fortes sobre sair e ser esse defensor social". Hartley foi um convidado recorrente na sexta e sétima temporadas, mas se tornou regular na oitava temporada.
Alaina Huffman fez o teste para Smallville sem estar ciente de qual papel estava sendo escalada, e foi oferecida a parte de Dinah Lance / Canário Negro. Quando os produtores a informaram sobre a importância desse personagem para a mitologia da DC, Huffman usou vários quadrinhos e fontes online para aprender mais sobre sua personagem. Abordado pelos produtores, Phil Morris fez dois testes para o papel de John Jones / Caçador de Marte e esperou três semanas antes de receber a confirmação do papel. Morris adorou o novo visual do personagem, afastando-se da capa e das meias-calças e indo com um visual mais contemporâneo. Ele classificou John Jones como "ferramenta, força de segurança, guardião e protetor" de Jor-El. O ator afirmou que gostaria que seu personagem liderasse a Liga da Justiça na série, já que ele vê John Jones como um líder natural.

## Desenvolvimento dos personagens

### Características
Quando Steven S. DeKnight estava escrevendo o episódio "Run" para a primeira aparição oficial de Bart Allen, ele sabia que tinha que dar ao personagem certas características que incorporavam sua contraparte dos quadrinhos. DeKnight sabia que Bart tinha que ser mais rápido do que Clark, porque nos quadrinhos, essa é uma vantagem que o Flash tem sobre o Superman. DeKnight também apresentou Bart como um "espertinho", após ser inspirado pelo sarcástico Flash que aparece na série de televisão animada Liga da Justiça. O pensamento de DeKnight é que Bart gosta de seus poderes e não exibiria as características mais "sombrias ou sérias" de outro personagem. Como Gallner apontou, Bart aceita quem ele é e o que pode fazer, e até abusa de algum modo de seus dons. A diferença entre ele e Clark é que Bart não tem medo de mostrar ao mundo o que ele pode fazer. Gallner também sugeriu que na primeira aparição de seu personagem, Bart vive um estado "confuso", pois desenvolveu esses poderes extraordinários, seus pais não o aceitam e ele acaba recorrendo ao roubo apenas para cuidar de si mesmo.
Ritchson descreveu Arthur Curry como alguém que "fará qualquer coisa para salvar o que ama". O ator continua dizendo que Arthur é "apaixonado pela natureza, pela terra e pelos mares", e não tem medo de usar suas habilidades para salvar as coisas que lhe são valiosas. Ao comparar seu personagem com Clark, Ritchson afirmou que Arthur é mais confiante em suas habilidades, já sabe o que pode fazer e qual é seu caminho na vida. Outra grande diferença apontada pelo ator é que, ao contrário de Clark, Arthur está disposto a sacrificar pessoas e coisas se isso significar preservar o bem maior. Quando ele aparece pela primeira vez, uma das características principais de Victor Stone é que tanto ele quanto Clark podem se identificar com o fato de sentirem que suas habilidades os atrapalham de ter um relacionamento verdadeiro com as mulheres que amam. Os roteiristas tentaram criar paralelos entre os personagens para enfatizar mais isso, como o medo de Victor de contar à namorada a verdade sobre o que a LuthorCorp fez com seu corpo, e o medo de Clark de Lana Lang descobrir que ele é um alienígena. A roteirista Tracy Bellomo caracterizou Oliver como um cara que não se leva muito a sério e gosta de tirar sarro das pessoas que tentam levá-lo dessa forma. Bellomo acreditou que esta é uma das razões pelas quais Oliver se sente atraído por Lois, e a outra é que Lois oferece um desafio para ele. O relacionamento de Oliver com Clark é projetado para "ampliar os horizontes um tanto limitados de Clark" e ensinar a Clark que existe um mundo além de Smallville.

### Trajes

Enquanto desenvolvendo trajes para a Liga da Justiça de Smallville, a figurinista Caroline Cranstoun pesquisou vários visuais dos quadrinhos antes de criar os seus próprios. Com a Canário Negro, Cranstoun escolheu um visual que tinha uma sensação de Lara Croft / Tank Girl.

No episódio "Wither", Oliver e Lois vão a um baile à fantasia, onde Oliver se veste de Robin Hood. Os figurinistas decidiram modelar o traje de Oliver com base no personagem dos quadrinhos Arqueiro Verde. A figurinista Caroline Cranstoun desenhou o traje oficial do Arqueiro Verde de Oliver em conjunto com o ilustrador Andy Poon. Para esconder o rosto, o Arqueiro Verde normalmente usa uma máscara sobre os olhos, mas Cranstoun e Keith Christensen, da Ocean Drive Leather, optaram por usar um capuz e um par de óculos escuros para esconder o rosto de Oliver. Cranstoun revelou que Miles Millar foi quem teve a ideia do capuz. O traje também é feito inteiramente de couro, já que a equipe criativa queria evitar o uso de calça justa. Hartley ficou muito impressionado com o traje, mas confessou que era desconfortável de usar porque tinha camadas de couro e ele tinha que usar botas com salto de dez centímetros.
Depois de criar o traje do Arqueiro Verde de Oliver, Cranstoun teve a tarefa de criar visuais de trajes atualizados para Bart, Arthur e Victor para o episódio "Justice". Cranstoun explicou que, embora Victor não tenha nenhum metal em seu corpo físico como sua contraparte dos quadrinhos, ela queria incluir um visual metálico em seu traje. A figurinista tentou dar a Victor uma sensação mais "futurista", junto com "um pouco da essência de Transformer", incluindo peças angulares em seu traje e colorindo-as de prata, preto e roxo. Para Bart, os figurinistas tentaram pegar o que foi usado em sua aparição na quarta temporada e passar para o próximo nível. Na quarta temporada, Bart usou um moletom vermelho com calça cargo amarela, que foram usadas para refletir sua identidade adolescente. Com sua aparição na Liga da Justiça, eles tentaram dar ao personagem uma aparência que parecia mais rápida. Sua calça cargo amarela foi substituída por jeans vermelho, e seu moletom vermelho foi atualizado para incorporar mais um logotipo de raio em toda a peça.
O traje de Arthur foi o mais fácil de criar, já que o esquema de cores espelhou sua contraparte dos quadrinhos e foi construído para dar uma "aparência de roupa de mergulho". O traje também foi projetado para ser mais ajustado, para complementar o físico de Ritchson. Os tops de Victor e Arthur também foram variações do moletom. Ao projetar o traje da Canário Negro de Dinah Lance, certos aspectos da personagem dos quadrinhos foram mantidos, enquanto outros mudaram completamente. Por exemplo, a personnagem mantém suas clássicas meias arrastão, mas a máscara externa preta que a personagem usa foi trocada por uma máscara pintada. Cranstoun pesquisou as várias versões do traje da Canário Negro, olhando para os anos 1940 e 50, para tentar encontrar a versão certa para a série. Cranstoun explicou que ela encontrou principalmente duas versões. Uma versão lembrava o visual de uma Coelhinha da Playboy, com uma "coisa curvilínea, com espartilho e sem alças que não era nada amigável". O outro lembrava mais Lara Croft e Tank Girl, que foi o caminho que Cranstoun seguiu. O que Cranstoun criou foi um "macacão sem mangas com zíper e uma bota que era realmente plano e prático". A figurinista também manteve os tons amarelos da versão dos quadrinhos, além das luvas longas. A equipe de filmagem fez tomadas de teste com várias máscaras para a personagem, incluindo uma máscara de couro que lembra o visual do personagem dos quadrinhos, antes de ir com a variação pintada.
Hartley é rápido em apontar que antes de "Justice", a série não se concentrava sobre "os trajes e as capas, o vôo e as coisas de super-heróis", porque eles têm sua regra de "sem vôos, sem meia-calça" em vigor. Isso mudou com "Justice", e Hartley sugeriu que os atores realmente tinham que se comprometer com seus papéis enquanto vestiam os figurinos, "caso contrário, você parece um comediante que não gosta muito de suas piadas". Young afirmou que foi um dos mais sortudos do grupo, pois só precisou usar colete prateado e calça normal, ao contrário de Ritchson, que teve que colocar uma "sunga macacão". Ritchson achou que você poderia se distrair com o que estava vestindo, mas era melhor tentar tirar sua mente do assunto. Hartley, Ritchson e Young declararam que sentiam pena de Gallner por ter que usar um traje que eles consideraram "uma merda". O grupo descreveu o traje de Gallner como algo que sua mãe poderia ter feito com "um pouco de tecido de algodão e um marcador mágico".

### Criando superpoderes
Para ilustrar as habilidades especiais dos membros da Liga da Justiça, a empresa de efeitos especiais Entity FX teve que entrar e criar digitalmente os poderes para cada personagem. O produtor sênior da Entity FX, Trent Smith, explicou que eles queriam dar à supervelocidade de Bart uma aparência "mais atual", então eles empregaram técnicas 3D em conjunto com os gráficos 2D da quarta temporada para criar uma imagem "híbrida" para a tela. Smith explicou que a tecnologia 3D permitiu à equipe "[escolher] um caminho para [Bart] que ele pode não ser capaz de alcançar no mundo composto de 2D". A Entity FX usou o Autodesk Maya e o Adobe After Effects para criar o fluxo 3D que segue Bart quando ele está correndo em super velocidade.
Para Victor, a Entity FX tentou criar imagens digitais do funcionamento interno do personagem para dar ao público a chance de ver como seu lado robótico funciona. Por exemplo, o Entity FX conduziu visualmente o público através do processo de como a CPU do Victor baixa os esquemas e diagramas para a instalação de nível 33.1 de Lex, assim como desarmando a segurança. Criar habilidades para Arthur trouxe seus próprios desafios, já que não havia muitas oportunidades de colocar o personagem na água quando ele estava no Centro-Oeste. Usando a tecnologia que eles tinham quando Arthur veio pela primeira vez a Smallville, assim como os efeitos usados no piloto não exbido para Aquaman, a Entity FX foi capaz de criar digitalmente Arthur e a água em que ele nada para a cena da chegada do personagem filmada no Nível 33.1. Ao criar a supervelocidade de natação de Arthur, a equipe tentou dar às imagens uma aparência semelhante a de um torpedo deslizando pela água. A equipe ficou dividida sobre como ilustrar os movimentos de Arthur, decidindo entre fazer o personagem deixar um rastro de bolhas como um torpedo ou "manobrar ao redor da água e...realmente viajar com as bolhas".

## Recepção
Ao julgar as aparições individuais, Jennifer Malkowski do DVD Veredict sente que a atuação de Alan Ritchson como Arthur Curry em "Aqua" foi bastante "desajeitada", enquanto Filip Vuckevic, do IGN, considera que as introduções de Victor Stone e Arthur Curry foram simplesmente desperdiçadas, já que os personagens não recebem "nada para fazer" nos episódios. Comentando sobre a introdução do alter ego de Oliver Queen, o Arqueiro Verde, no episódio "Arrow" da sexta temporada, Chris Carabott do IGN sente que Smallville demorou para desenvolver um personagem que se encaixava no estilo da série. Carabott reconheceu que o traje do Arqueiro Verde, embora não seja exatamente como nos quadrinhos, respeita o espírito do personagem em seu visual; os gadgets que ele usa dão a impressão de que os produtores estão tirando uma página do livro Liga da Justiça Sem Limites, o que contribui para "entretenimento de qualidade".
Carabott sente que Phil Morris se saiu bem como John Jones/Caçador de Marte, mas não teve uma introdução adequada, afirmando: "Phil Morris faz um trabalho respeitável ao interpretar John Jones nas poucas cenas em que o vemos. Ele não tem a presença de alguém como Carl Lumbly, que deu voz ao personagem em Liga da Justiça, mas Morris se mantém firme e entrega as falas naquele tom forte e direto que é a assinatura do Caçador." Alan Blair, editor do Airlock Alpha, considera que a abordagem de Smallville para a Canário Negro teve sucesso onde a série de televisão Birds of Prey falhou. Primeiro, Smallville abandonou a ideia de "meta-humanos", que Blair acreditou ser o que condenou Birds of Prey, conseguiu fazer a Canário Negro parecer mais com sua contraparte dos quadrinhos e também dar ao Grito da Canário "algum nível de credibilidade". Carabott reconheceu que Smallville criou uma "representação bastante boa" do Canário Negro, mas discordou de certas escolhas estéticas. Primeiro, Carabott não gostou da remoção dos longos cabelos loiros de Canário Negro, ou da adição de maquiagem ao redor dos olhos que deu a personagem o visual de "Pris de Blade Runner". Carabott afirmou que a atuação de Huffman soou como "um pouco exagerada às vezes", mas no geral ele sente que ela foi a escolha certa para Smallville.
Carabott também teve seus próprios sentimentos sobre a primeira aparição oficial da "Liga da Justiça" em "Justice" da sexta temporada. O escritor sugeriu que a primeira aparição em live-action da Liga desde o piloto fracassado na década de 1990 merecia mais do que apenas um único episódio. Carabott afirmou que pelo menos dois ou três episódios teriam sido necessários para contar adequadamente a narrativa de sua introdução. Em vez disso, ele sente que as introduções dos personagens foram apressadas, embora todos tivessem aparecido na série antes da sexta temporada. "Justice" ganhou as classificações mais altas de qualquer episódio da sexta temporada, com 5,26 milhões de espectadores.

## Mercadoria
Após o final da sexta temporada, a DC Direct anunciou na San Diego Comic-Con que eles estariam lançando novas action figures, desta vez modeladas de acordo com a Liga da Justiça de Smallville, como eles apareceram no episódio da sexta temporada "Justice". Os brinquedos apresentaram semelhanças detalhadas de Welling, Hartley, Ritchson, Gallner e Young.

## Aparições em outras mídias

### Spin-offs
Em vários pontos de Smallville, o estúdio discutiu o desenvolvimento de séries solos para Bart, Oliver, Arthur e toda a Liga da Justiça. O assunto de uma série de televisão baseada no Flash surgiu um ano antes do personagem fazer sua primeira aparição em Smallville. De acordo com o roteirista Steven S. DeKnight, havia diferenças criativas sobre como uma série de televisão do Flash deveria ser tratada, dada a tentativa anterior de traduzir o personagem para a telinha em 1990. DeKnight explicou que o estúdio queria criar um Flash que fosse um "estudante universitário de Gotham City viajando no tempo". Como resultado, a série nunca se materializou e o personagem acabou sendo levado para Smallville.
Após a aparição de Arthur Curry, que se tornou um dos episódios de maior audiência daquela temporada, os criadores de Smallville, Alfred Gough e Miles Millar, começaram a trabalhar em um piloto de Aquaman para a The WB Television Network, com Justin Hartley como Arthur Curry. Conforme o trabalho progredia em "Aqua" da quinta temporada, o personagem foi reconhecido como tendo potencial para sua própria série. O episódio da quinta temporada nunca foi feito para ser um piloto backdoor para um spin-off televisivo de Aquaman, então Alan Ritchson nunca foi considerado para o papel. Gough declarou em uma entrevista em novembro de 2005 que a série teria dado um toque diferente à mitologia do Aquaman. Embora Gough não tenha olhado para a nova série como um verdadeiro spin-off, ele sugeriu um interesse em fazer um crossover com Smallville. Aquaman é atualmente a única série a entrar em produção, embora, em última análise, não tenha sido aprovada pela rede The CW, que tinha se formado a partir de uma fusão entre The WB e UPN durante a produção do piloto.
Durante a sexta temporada, foi falado sobre a criação de uma nova série baseada no personagem Oliver Queen/Arqueiro Verde. Hartley se recusou a falar sobre a possibilidade de um spin-off durante as filmagens da sexta temporada em respeito a seu papel em Smallville. O ator considerou que deveria respeitar o que Smallville havia conquistado em cinco temporadas, e não "roubar os holofotes" pensando que ele era melhor do que era apenas porque havia uma "conversa" de um spin-off depois de apenas duas aparições na série. De acordo com Hartley, "conversa" foi o máximo que o spin-off conseguiu. De acordo com Gough, o spin-off do Arqueiro Verde teria introduzido a ideia de Oliver atuando mais como um "Professor X", onde ele acolhe pessoas com superpoderes que não têm para onde ir e as treina. A série teria usado personagens que seriam mais facilmente liberados pela divisão de filmes da Warner Bros. Como DeKnight esclareceu, a série teria apresentado a introdução de novos personagens—alguns dos Jovens Titãs e outros do Universo DC—além de aprofundar a história de fundo de seus personagens primários, como Bart, Victor e Arthur.
Durante a oitava temporada, o produtor Darren Swimmer declarou que existiam planos para uma nova série baseada no personagem John Jones/Caçador de Marte. Tal como aconteceu com as outras possíveis séries, esta também nunca se concretizou.

### Tie-insonline e para celular
Embora as aparições proeminentes da equipe sejam na série de televisão, houve outras aparições através de tie-ins de marketing. No início de 2007, Oliver Queen recebeu um tratamento pessoal com um tie-in promocional com a Sprint, intitulado Smallville Legends: The Oliver Queen Chronicles. A série explorou as origens da identidade de vigilante de Oliver. Em 19 de abril de 2007, uma parceria com a Toyota promovendo o novo Yaris deles, apresentou uma história em quadrinhos online durante novos episódios de Smallville—intitulada Smallville Legends: Justice & Doom. A história em quadrinhos interativa foi baseada no episódio "Justice", e continua após os acontecimentos daquele episódio, seguindo Oliver, Bart, Victor e Arthur, enquanto buscam destruir todos os laboratórios experimentais secretos da LuthorCorp. A equipe eventualmente descobre um protótipo de soldado no qual a LuthorCorp está trabalhando, que combina os superpoderes de vários indivíduos aprimorados com kryptonita e os coloca em um único soldado. A história em quadrinhos online se conecta diretamente com a série de televisão quando Oliver e sua equipe, fora da tela, contatam Clark no episódio  Prototype e lhe dizem como derrotar um desses soldados. A série online permitiu que os espectadores investigassem junto com a equipe fictícia em um esforço para ganhar prêmios. Stephan Nilson escreveu todos os cinco episódios, enquanto trabalhava com uma equipe de artistas para as ilustrações. O enredo de cada episódio do quadrinho seria dado a Nilson ao mesmo tempo em que a equipe de produção de Smallville estava filmando seu atual episódio televisivo. O artista Steve Scott desenharia painéis dos quadrinhos, que seriam enviados a um grupo chamado Motherland. Esse grupo revisaria os desenhos e diria a Scott quais imagens desenhar em uma sobreposição separada. Isso permitiu que vários objetos fossem movidos para dentro e para fora do mesmo quadro.

### Histórias em quadrinhos
Em 2012, a série Smallville continuou por meio de quadrinhos, com Smallville Season Eleven. Escrita por Bryan Q. Miller, que também escreveu para a série de televisão, as primeiras edições apresentam Chloe Sullivan referindo que estão tentando estabelecer um centro de informações, ligado à Torre de Vigia, em cada cidade habitada por um membro da organização. Na segunda edição, Lex Luthor descobre que as Indústrias Queen estão construindo uma instalação no outro lado da lua da Terra como uma base para a equipe, e sua construção está sob a supervisão de John Jones. Apesar de aparentemente ter morrido após seu encontro com Lex Luthor, a ligação da equipe é Tess Mercer, cuja consciência é revelada estar ligada à mente de seu meio-irmão. Luthor vê isso como uma oportunidade de aprender os segredos dos heróis antes de remover Tess de sua mente e cria medidas para impedi-los de descobrir suas situações com Tess. Apesar de seus esforços, Tess ainda consegue enviar sua mensagem para a equipe de seus apuros com Lex, e eles extraem sua consciência dele e a carregam no sistema de computador da Torre de Vigia como um lar temporário para sua mente.
Também é revelado que Oliver Queen conhece Bruce Wayne, que é secretamente o vigilante Batman de Gotham City, desde a infância, devido ao pai de Bruce, Thomas Wayne, ter sido convidado para se juntar à sociedade secreta, Veritas, por Lionel Luthor. Embora Batman saiba que a Oliver é o Arqueiro Verde antes dele revelar publicamente seus segredos, Oliver não tem conhecimento do segredo de Bruce. Batman, junto com sua parceira, Asa Noturna (Barbara Gordon), chegam a Metrópolis em busca do assassino de seus pais, Joe Chill, que trabalha como um contato para a Intergangue.
Bart Allen retorna na nona edição, vestindo um novo traje e explora a fonte de seus poderes: a Força da Aceleração, assim como encontrar o Flash Negro enquanto lutava contra um bando de gorilas superinteligentes em Paris. Bart mais uma vez desafia Clark para uma corrida, desta vez com o último voando. Na décima primeira edição, é revelado que Bart conseguiu seus poderes depois que Jay Garrick, membro da Sociedade da Justiça da América, se recusou a fugir, forçando a consciência da Força da Aceleração a criar um novo velocista para tomar seu lugar. Em um arco de história cronologicamente paralelo à de Clark e Bart, enquanto Batman e Asa Noturna perseguem membros da gangue criminosa em Gotham, os Mutantes, a última é atacado por um Marciano Branco e fica ferida. John Jones aparece e oferece sua ajuda a Bruce na investigação do ataque. Jones também adapta a identidade de super-herói "Caçador de Marte". Além disso, o novo posto avançado da Torre de Vigia na Lua é mostrado sendo construído, e que os Laboratórios S.T.A.R. estão ajudando as Indústrias Queen em sua construção, bem como usando os drones de Emil Hamilton como equipe. Também é revelado que Batman se juntou à equipe.
Durante a publicação da série, Bryan Q. Miller revelou que não há nenhuma Liga da Justiça formal. Em vez disso, existe a Torre de Vigia, que conecta agentes em rede em todo o mundo. Isso se reflete na série, onde a organização é regularmente identificada como a "Rede da Torre de Vigia". A conclusão da minissérie Smallville: Continuity vê a formação da Liga da Justiça formal. A equipe recebe uma lista de Superman, Batman, Mulher-Maravilha (Diana Prince), Arqueiro Verde, Lanterna Verde (John Stewart), Caçador de Marte e Tornado Vermelho (Tess Mercer).